# Lijst van rijksmonumenten in Laag-Keppel
De plaats Laag-Keppel telt 19 inschrijvingen in het rijksmonumentenregister. Hieronder een overzicht.
| Object                                                                        | Oorspronkelijke functie?  | Bouwjaar                 | Architect | Locatie            | Coördinaten?                  | Nr.?   | Afbeelding                                                     |
| ----------------------------------------------------------------------------- | ------------------------- | ------------------------ | --------- | ------------------ | ----------------------------- | ------ | -------------------------------------------------------------- |
| Dwarshuis onder modern schilddak en moderne lijst                             | Woonhuis                  | eerste helft 19e eeuw    |           | Dorpsstraat 1      | 51° 59' 43" NB, 6° 13' 31" OL | 22828  | Dwarshuis onder modern schilddak en moderne lijst              |
| Dwarshuis, vroeger boerderij, van begane-grond met schilddak                  | Boerderij                 | midden 19e eeuw          |           | Dorpsstraat 7      | 51° 59' 42" NB, 6° 13' 30" OL | 22829  | Meer afbeeldingen                                              |
| Dwarshuis met hoog, pannen schilddak, oude kozijnen, luiken en ramen          | Boerderij                 | eerste helft 19e eeuw    |           | Dorpsstraat 11     | 51° 59' 41" NB, 6° 13' 29" OL | 22830  | Meer afbeeldingen                                              |
| Kasteel Keppel: zandstenen pomp met schildhoudende leeuw                      | Straatmeubilair           | derde kwart 19e eeuw     |           | Dorpsstraat bij 31 | 51° 59' 38" NB, 6° 13' 28" OL | 22832  | Meer afbeeldingen                                              |
| Kasteel Keppel: diensthuisje van het kasteel van begane-grond onder schilddak | Dienstwoning              | derde kwart 19e eeuw     |           | Dorpsstraat 43     | 51° 59' 38" NB, 6° 13' 26" OL | 22834  | Meer afbeeldingen                                              |
| Eenvoudige boerderij met muurankers en luiken voor de vensters                | Boerderij                 | eerste helft 19e eeuw    |           | Dorpsstraat 2      | 51° 59' 43" NB, 6° 13' 29" OL | 22835  | Eenvoudige boerderij met muurankers en luiken voor de vensters |
| Deftig herenhuis van begane-grond en verdieping                               | Woonhuis                  | ca. 1800                 |           | Dorpsstraat 28     | 51° 59' 40" NB, 6° 13' 26" OL | 22836  | Meer afbeeldingen                                              |
| Watermolen van Laag-Keppel                                                    | Industrie- en poldermolen | 19e eeuw                 |           | Dorpsstraat 30     | 51° 59' 38" NB, 6° 13' 25" OL | 22838  | Meer afbeeldingen                                              |
| Herenhuis                                                                     | Woonhuis                  | tweede kwart 19e eeuw    |           | Rijksweg 64        | 51° 59' 53" NB, 6° 12' 59" OL | 22839  | Herenhuis                                                      |
| Trafohuisje                                                                   | Nutsbedrijf               | ca. 1925                 |           | Eldrikseweg bij 18 | 51° 59' 12" NB, 6° 11' 37" OL | 512160 | Trafohuisje                                                    |
| Karekiet                                                                      | Woonhuis                  | 1928                     |           | Rijksweg 118       | 51° 59' 46" NB, 6° 13' 26" OL | 512161 | Karekiet                                                       |
| Kasteel Keppel: hoofdgebouw                                                   | Kasteel, buitenplaats     | 1615                     |           | Dorpsstraat 41     | 51° 59' 37" NB, 6° 13' 38" OL | 528692 | Meer afbeeldingen                                              |
| Keppel: historisch tuin- en parkaanleg                                        | Tuin, park en plantsoen   | 1774                     |           | Dorpsstraat bij 41 | 51° 59' 52" NB, 6° 13' 53" OL | 528693 | Meer afbeeldingen                                              |
| Keppel: bijgebouw                                                             | Bijgebouwen kastelen enz. | middeleeuwen (oorsprong) |           | Dorpsstraat 37     | 51° 59' 39" NB, 6° 13' 37" OL | 528694 | Meer afbeeldingen                                              |
| Keppel: dienstwoning                                                          | Dienstwoning              | laatste kwart 19e eeuw   |           | Dorpsstraat 31     | 51° 59' 38" NB, 6° 13' 28" OL | 528695 | Meer afbeeldingen                                              |
| Keppel: voormalig koetshuis                                                   | Bijgebouwen kastelen enz. | derde kwart 19e eeuw     |           | Dorpsstraat 33     | 51° 59' 39" NB, 6° 13' 30" OL | 528696 | Meer afbeeldingen                                              |
| Keppel: toegangshek met brug                                                  | Tuin, park en plantsoen   | 18e eeuw                 |           | Dorpsstraat bij 31 | 51° 59' 39" NB, 6° 13' 28" OL | 528697 | Meer afbeeldingen                                              |
| Keppel: voetbrug met hek                                                      | Tuin, park en plantsoen   | 1898                     |           | Dorpsstraat bij 41 | 51° 59' 42" NB, 6° 13' 31" OL | 528698 | Upload foto                                                    |
| Keppel: gemetselde dam                                                        | Tuin, park en plantsoen   | derde kwart 18e eeuw     |           | Dorpsstraat 41     | 51° 59' 37" NB, 6° 13' 38" OL | 528699 | Upload foto                                                    |